# Mestra
Nella Mitologia greca, Mestra o Mnestra (in greco Μήστρα,Μνήστρα )  era una figlia di Erisittone, re della Tessaglia.
Il padre venne punito dalla dea Demetra con una fame insaziabile, perché aveva tagliato un Bosco sacro ad ella dedicato.
Per comprare più cibo, venne venduta dal padre come schiava.
Mestra fece allora appello a Poseidone, che era stato suo amante, ed egli le donò il potere di cambiare la sua figura in ciò che desiderava, permettendole così di scappare dal suo padrone. 
Quando il padre scoprì la sua abilità, continuò a venderla da allora in poi molte volte.
Palefato dà un'interpretazione razionalista di questo mito.
Secondo lui, Mestra, vergine bellissima, si sarebbe offerta a chiunque passasse nei pressi della sua dimora per dare il denaro al padre, probabilmente un pigro, che si era forse rovinato dilapidando il patrimonio in feste e bagordi.
Dato che in quei tempi lontani non si utilizzava il denaro,Mestra si faceva pagare in natura: le venivano così dati buoi, capre, montoni, pollame etc.
Così si prese l'usanza di dire che Mestra «diveniva» bue, capra, montone etc.
Questo fatto avrebbe originato la leggenda delle metamorfosi della donna.